# Veľký Choč
Der Veľký Choč (deutsch wörtlich „Großer Choč“) ist mit 1611 m n.m. der höchste Berg des nordslowakischen Gebirges Chočské vrchy (deutsch auch Chočgebirge genannt). Er befindet sich im geomorphologischen Teil Choč und hat die Gestalt einer unregelmäßigen Pyramide mit zahlreichen Felswänden. Der Gipfel liegt im Gemeindegebiet von Vyšný Kubín, fast unmittelbar zum Gipfel reichen aber auch die Gemeindegebiete von Jasenová und Lúčky, somit verläuft auch die Grenze zwischen den Okresy Dolný Kubín und Ružomberok unweit des Bergs.
Der Gipfel mit angrenzenden Gebieten gehört zum Nationalen Naturreservat Choč, das auch die Berge Malý Choč („Kleiner Choč“, 1465 m n.m.), Zadný Choč („Hinterer Choč“, 1288 m n.m.) und Predný Choč („Vorderer Choč“, 1249 m n.m.) umfasst.
Der Name des Veľký Choč, wie der von Chočské vrchy, ist nicht eindeutig geklärt: die Hirten auf der Nordseite sollten in der Form des Bergs eine Kutsche (slowakisch koč) gesehen haben, nach anderen Ansichten (z. B. des slowakischen Sprachwissenschaftlers Šimon Ondruš) hängt der Name mit den slawischen Wörtern koč, kuča mit der Bedeutung „Kuppe, kleiner Hügel“ zusammen. Aus dem nahen Dorf Martinček soll sich der folgende Spruch erhalten haben: Khod mnich žebrat! (in der slowakischen Standardsprache choď mních žobrať!, wörtlich „Geh Mönch betteln!“), aus dem die Namen der Berge Choč, Mních und Čebrať abgeleitet sein sollen.
Der Veľký Choč ist aufgrund seiner relativen Isolation ein guter Aussichtsberg und erfreut sich deshalb bei Touristen großer Beliebtheit. Vom Gipfel kann man bei gutem Wetter die Berge Pilsko und Babia hora in den Beskiden im Norden, Westtatra im Osten, Niedere Tatra im Südosten, Große Fatra im Südwesten und Kleine Fatra im Westen sehen. Der Gipfel ist sowohl vom Norden (Landschaft Orava) als auch Süden (Landschaft Liptau) gut erreichbar, die kürzesten Wege verlaufen von Valaská Dubová (blau, dann grün markierter Wanderweg) oder von Lúčky (rot markierter Wanderweg). Längere Aufstiegsrouten führen von Likavka, Ružomberok, Jasenová oder Vyšný Kubín heraus.